# Casamento entre pessoas do mesmo sexo no Brasil
O reconhecimento da união estável entre duas pessoas do mesmo sexo como entidade familiar, segundo as mesmas regras e com as mesmas consequências da união estável entre o homem e a mulher, foi assegurado pelo Supremo Tribunal Federal, em uma votação 10-0, no dia 5 de maio de 2011, no julgamento conjunto da Ação Direta de Inconstitucionalidade (ADI) n° 4.277, proposta pela Procuradoria-Geral da República, e da Arguição de Descumprimento de Preceito Fundamental (ADPF) n° 132, apresentada pelo Governo do Estado do Rio de Janeiro. Em 25 de outubro de 2011, a Quarta Turma do Superior Tribunal de Justiça, em uma votação 4-1, deu provimento a um recurso especial impetrado por duas mulheres que queriam se casar. A Corte entendeu que a Constituição assegura a casais homoafetivos o direito de se casarem e que o Código Civil vigente não impede o casamento de duas pessoas do mesmo sexo, afastando o óbice relativo à diversidade de sexos no processo de habilitação do casamento.
Com base nessas decisões do Supremo Tribunal Federal e do Superior Tribunal de Justiça, Corregedorias Gerais de Justiça (departamentos administrativos do Poder Judiciário estadual que emite normas administrativas para o funcionamento diário dos tribunais e cartórios em seus respectivos Estados) de Alagoas, Sergipe, Espírito Santo, Bahia, Piauí, São Paulo, Ceará, Mato Grosso do Sul, Paraná, Rondônia, Santa Catarina, Paraíba e Mato Grosso, por meio de atos normativos, autorizaram o casamento homoafetivo diretamente em cartório, além do Distrito Federal e do município de Santa Rita do Sapucaí (Minas Gerais). Nos demais Estados, casamentos homoafetivos eram realizados mediante autorização judicial. Independentemente do Estado onde foi realizado, tais casamentos eram reconhecidos e válidos em todo o País.
Em 14 de maio de 2013, o Conselho Nacional de Justiça (CNJ), em uma votação 14-1, aprovou a Resolução n° 175/2013, que veda todos os cartórios do País a recusa de habilitar e celebrar casamentos civis entre duas pessoas do mesmo sexo e converter a união estável homoafetiva em casamento. Isso estabeleceu o casamento entre pessoas do mesmo sexo em todo o Brasil. A decisão foi publicada em 15 de maio e entrou em vigor em 16 de maio de 2013.

## Histórico

Reconhecimento legal de relacionamento entre pessoas do mesmo sexo na América do Sul:
Casamento
União civil
Sem reconhecimento
Proibido constitucionalmente
Homossexualidade ilegal

A discussão ganhou relevância desde pelo menos 1995, quando a então deputada Marta Suplicy (PT/SP) foi a autora de um projeto de lei que regulamenta a questão. Tal projeto, entretanto, jamais foi aprovado na Câmara dos Deputados e foi seguido por um substitutivo de autoria de Roberto Jefferson (PTB/RJ) em 2001, já aprovado nas comissões temáticas da Câmara e pronto para ser votado em Plenário.
Em março de 2004, o Rio Grande do Sul foi o primeiro Estado a publicar uma norma administrativa (da Corregedoria Geral da Justiça do Estado) determinando que os cartórios de Títulos e Documentos registrassem contratos de união estável entre pessoas do mesmo sexo. Em julho de 2008, a Corregedoria Geral da Justiça do Piauí também expediu uma norma similar. Há também decisão, datada de 2002, que obriga os cartórios de Títulos e Documentos do município de São Paulo a registrarem tais contratos. Apesar de não estar previsto na legislação nacional sobre casamento e união estável em vigência, o registro torna pública a união e facilita a prova. Para obter benefícios previdenciários do Instituto Nacional do Seguro Social, obrigado a conceder aos companheiros homoafetivos desde 2000 devido a uma ação civil pública iniciada no Rio Grande do Sul e que gera efeitos em todo o país, decisão essa ainda provisória, o registro dessas uniões é uma das formas aceitas pelo INSS para prová-las. O registro desses contratos não garante automaticamente direitos de herança e nem vincula terceiros, ainda que seja uma prova importante para comprovar a união, cabendo ainda a cada decisão judicial a interpretação se tais uniões se equiparam ou não às uniões estáveis previstas no art. 226 da Constituição Federal e no art. 1.723 do Código Civil.
Em 2007, como parte das comemorações dos 60 anos da Declaração Universal de Direitos Humanos, o presidente Luiz Inácio Lula da Silva convocou, através de decreto presidencial, a realização da primeira Conferência Nacional LGBT, que foi aberta no dia 5 de junho de 2008 pelo próprio presidente e pela primeira-dama Marisa Letícia Lula da Silva. Dentre os temas discutidos nos quatro dias da Conferência, estava o da legalização da união civil entre pessoas do mesmo sexo. Lula já havia se declarado favorável ao reconhecimento das uniões homossexuais.
Ao analisar o Recurso Especial Eleitoral nº 24.564, em 1 de outubro de 2004, o Tribunal Superior Eleitoral definiu que a candidata a prefeita de Viseu, Eulina Rabelo, que teria uma relação homoafetiva com a prefeita já reeleita, era inelegível da mesma forma que o seria um cônjuge, conforme previsão do §7º do artigo 14 da Constituição Federal ("são inelegíveis, no território de jurisdição do titular, o cônjuge e os parentes consangüíneos ou afins, até o segundo grau ou por adoção, do Presidente da República, de Governador de Estado ou Território, do Distrito Federal, de Prefeito ou de quem os haja substituído dentro dos seis meses anteriores ao pleito, salvo se já titular de mandato eletivo e candidato à reeleição"). A decisão, por unanimidade, contando com a presença de três ministros do STF, considerou que a relação homoafetiva é um fato que não se pode ignorar e gera efeitos, que no âmbito do direito eleitoral deve ter tratamento semelhante à união estável ou o concubinato (união entre homem e mulher onde ao menos um deles tem impedimento para casar, como por exemplo, alguém apenas separado de fato que inicia outro relacionamento estável).

### Ação no Supremo Tribunal Federal

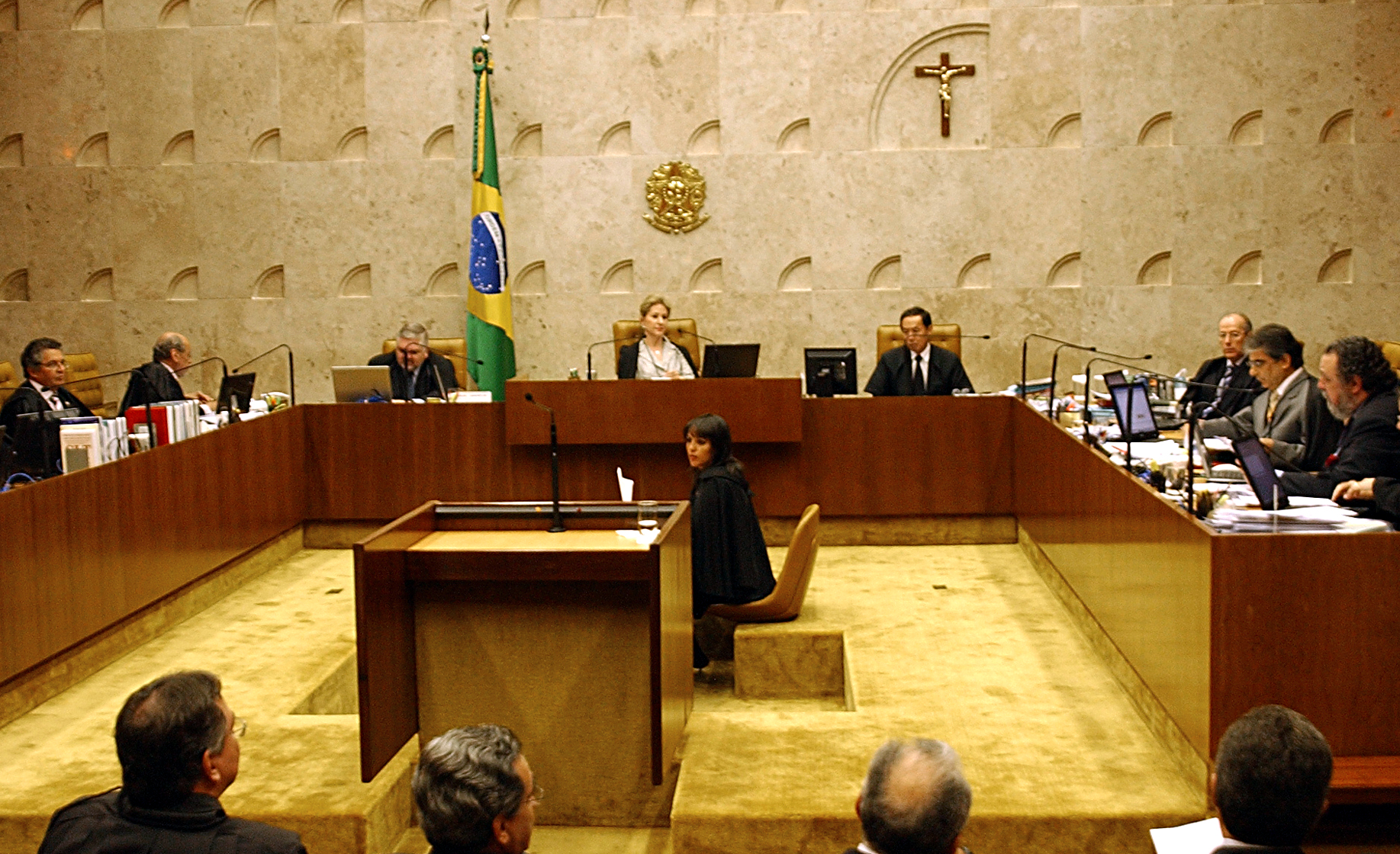
Interior do edifício do Supremo Tribunal Federal.

Quando a Justiça Federal obrigou o INSS a pagar pensão ao companheiro homoafetivo, em 2000, a autarquia ingressou no Supremo Tribunal Federal com uma petição (PET 1984), visando a suspender os efeitos da medida liminar (decisão provisória), com o argumento de que a obrigação traria grande ônus aos cofres públicos. Durante todos os anos em que a questão está no Tribunal, ela foi tratada apenas pelo presidente da Corte e não chegou a ser analisada por um órgão colegiado (Turma ou Plenário). O pedido do INSS foi indeferido por decisão do então Presidente, ministro Marco Aurélio de Mello em 10 de fevereiro de 2003, mantendo-se a decisão judicial que obriga o INSS a pagar os benefícios. Na decisão, o ministro indica que a sentença que obrigou o INSS a conceder os benefícios foi devidamente fundamentada, sopesando valores constitucionais, não cabendo interpretar um dispositivo isolado da Constituição ou do Código Civil de forma a se institucionalizar um preconceito. O INSS recorreu dessa decisão monocrática e a questão ainda está pendente de julgamento.
A propositura da Ação Direta de Inconstitucionalidade (ADI) 3.300-DF questionando a constitucionalidade do art. 1º da Lei nº 9.278/96 (que reconhece como entidade familiar a convivência duradoura, pública e contínua entre um homem e uma mulher, estabelecida com objetivo de constituição de família), em 2004, sustentando que seu texto vai contra o princípio da igualdade ao excluir as uniões homoafetivos. O relator da ação, ministro Celso de Mello, entretanto, arquivou a ação por perda de objeto, sob o argumento de que o artigo questionado já estava completamente superado pelo artigo 1.723 do Código Civil, em vigor desde 2003. Na mesma decisão, contudo, o ministro destacou que trata-se de “relevantíssima tese pertinente ao reconhecimento, como entidade familiar, das uniões estáveis homoafetivas”.
Na Arguição de Descumprimento de Preceito Fundamental (ADPF) 132, proposta pelo Governador do Rio de Janeiro, Sérgio Cabral Filho, o autor pediu que, para evitar interpretações discriminatórias às uniões homoafetivas de dispositivos de leis estaduais sobre benefícios previdenciários para os servidores públicos daquele estado, o Tribunal declarasse que o regime jurídico da união estável deve se aplicar também às relações homoafetivas. A ação não se limitou apenas ao reconhecimento de benefícios previdenciários dos servidores públicos do Estado, mas pediu uma interpretação que equiparasse as uniões homoafetivas ao regime das uniões estáveis, devendo o artigo 1.723 do Código Civil – que reconhece como entidade familiar a união estável entre um homem e uma mulher, se presentes a convivência pública, contínua e duradoura e com a finalidade de constituição de família – ser interpretado de forma a não excluir as uniões homoafetivas. Considerado um dos grandes julgamentos previstos para o Plenário do STF em 2009, o então Presidente, ministro Gilmar Mendes, trabalhou para que seu julgamento ocorresse até o início do segundo semestre. Após parecer do Advogado-Geral da União Dias Toffoli concordando com o pedido em parte, mas ressaltando que os efeitos da decisão não poderiam atingir direitos de indivíduos de todo o território nacional (por se tratar de pedido formulado por Governador de Estado), a Procuradora-Geral da República interina, Deborah Duprat, ingressou com ação de mesma natureza, solicitando tramitação em conjunto. Essa ação foi recebida no STF como ADI, recebendo o nº 4 277. Ambas as ações tramitaram em conjunto, com seu julgamento em pllenário iniciado em 4 de maio de 2011.
O julgamento da ADPF 132, proposta pelo Governador do Rio de Janeiro, e da ADI 4277, proposta pela Procuradoria Geral da República, foi a Plenário do STF em 4 de maio de 2011, sendo que o relator, Ministro Carlos Ayres Britto, considerou procedentes as ações, equiparando as uniões homoafetivas às heterossexuais.
| “ | Pelo que dou ao art. 1.723 do Código Civil interpretação conforme à Constituição para dele excluir qualquer significado que impeça o reconhecimento da união contínua, pública e duradoura entre pessoas do mesmo sexo como “entidade familiar”, entendida esta como sinônimo perfeito de "família". Reconhecimento que é de ser feito segundo as mesmas regras e com as mesmas conseqüências da união estável heteroafetiva. | ” |

O voto do relator foi acompanhado por unanimidade pelos demais ministros votantes. O ministro Luiz Fux considerou que não há razões que permitam impedir a união entre pessoas do mesmo sexo, e que a união estável foi criada para reconhecer “famílias espontâneas”, independente da necessidade de aprovação por um juiz ou padre. Para a ministra Cármen Lúcia, as escolhas pessoais livres e legítimas são plurais na sociedade e assim terão de ser entendidas como válidas", pois "contra todas as formas de preconceitos há a Constituição Federal. A ministra Ellen Gracie afirmou que o reconhecimento desse direito "responde a grupo de pessoas que durante longo tempo foram humilhadas, cujos direitos foram ignorados, cuja dignidade foi ofendida, cuja identidade foi denegada e cuja liberdade foi oprimida, e que as sociedades se aperfeiçoam através de inúmeros mecanismos e um deles é a atuação do Poder Judiciário. O ministro Ricardo Lewandowski também foi favorável, reconhecendo os direitos, com ressalvas. Em seu voto, reconheceu a equiparação, mas deixou excluídas questões que "exijam diversidade de sexo para o seu exercício", sem especificar que casos seriam esses. Para ele, "tal ressalva não significa que a união homoafetiva não possa ser identificada como entidade familiar apta a receber proteção estatal". O ministro Joaquim Barbosa, que posteriormente assinou a Resolução do Conselho Nacional de Justiça que legalizou o casamento homoafetivo em todo o Brasil, também acompanhou o voto do relator, mencionando que aquele era um caso em que o Direito não foi capaz de acompanhar as profundas mudanças sociais, e que aquelas uniões sempre existiram e sempre existirão, mudando apenas a forma como as sociedades as enxergam e vão enxergar em cada parte do mundo. Para o ministro Gilmar Mendes, não reconhecer o direitos dos casais homoafetivos é colocá-los em um limbo jurídico que estimula a discriminação, talvez contribuindo até mesmo para as práticas violentas, e assim é dever do estado e da Corte Constitucional dar essa proteção. Também votaram a favor os ministros Marco Aurélio, Celso de Mello e Cezar Peluso. O Plenário do STF é composto por 11 ministros, mas apenas 10 votaram, uma vez que Dias Toffoli declarou-se impedido, por ter atuado no caso como Advogado Geral da União.
O advogado Luís Roberto Barroso, autor da sustentação oral em defesa da união homoafetiva, na qualidade de procurador do Estado do Rio e Janeiro, defendeu também que a intenção do legislador constituinte de 1988 ao regulamentar a união estável era pôr fim à discriminação no tocante às mulheres que coabitavam o mesmo lar de seu parceiro, mas não possuíam os mesmos direitos patrimoniais inerentes ao casamento. O objetivo do legislador, portanto, não teria sido excluir os homossexuais, mas sim incluir as mulheres. Assim, a inclusão de um grupo, não deveria significar a exclusão de outro. O STF é o órgão mais alto dentro da hierarquia do poder judiciário brasileiro, de modo que suas decisões são vinculantes, ou seja, devem, obrigatoriamente, ser respeitadas pelas instâncias inferiores e pela administração pública.
Após o julgamento procedente das ações, o Presidente do STF, ministro Cezar Peluso, afirmou que o Poder Legislativo deveria regulamentar o tema relacionado àquela decisão, tarefa para a qual o Congresso Nacional não se dispusera até hoje.

### Recurso no Superior Tribunal de Justiça[26]
O processo foi movido por duas cidadãs do Rio Grande do Sul que viviam juntas já havia cinco anos e desejavam se casar. Suas identidades não puderam ser reveladas pois o caso corria em segredo de justiça. O casal de lésbicas recorreu ao Superior Tribunal de Justiça (STJ) após terem o pedido de habilitação para o casamento civil negado em cartório e na primeira e segunda instância. A decisão da Corte gaúcha afirmou não haver possibilidade jurídica para o pedido. No recurso especial, elas sustentaram não existir impedimento no ordenamento jurídico para o casamento entre pessoas do mesmo sexo. Afirmaram, também, que deveria ser aplicada ao caso a regra de direito privado de que aquilo que não é expressamente vedado é permitido.

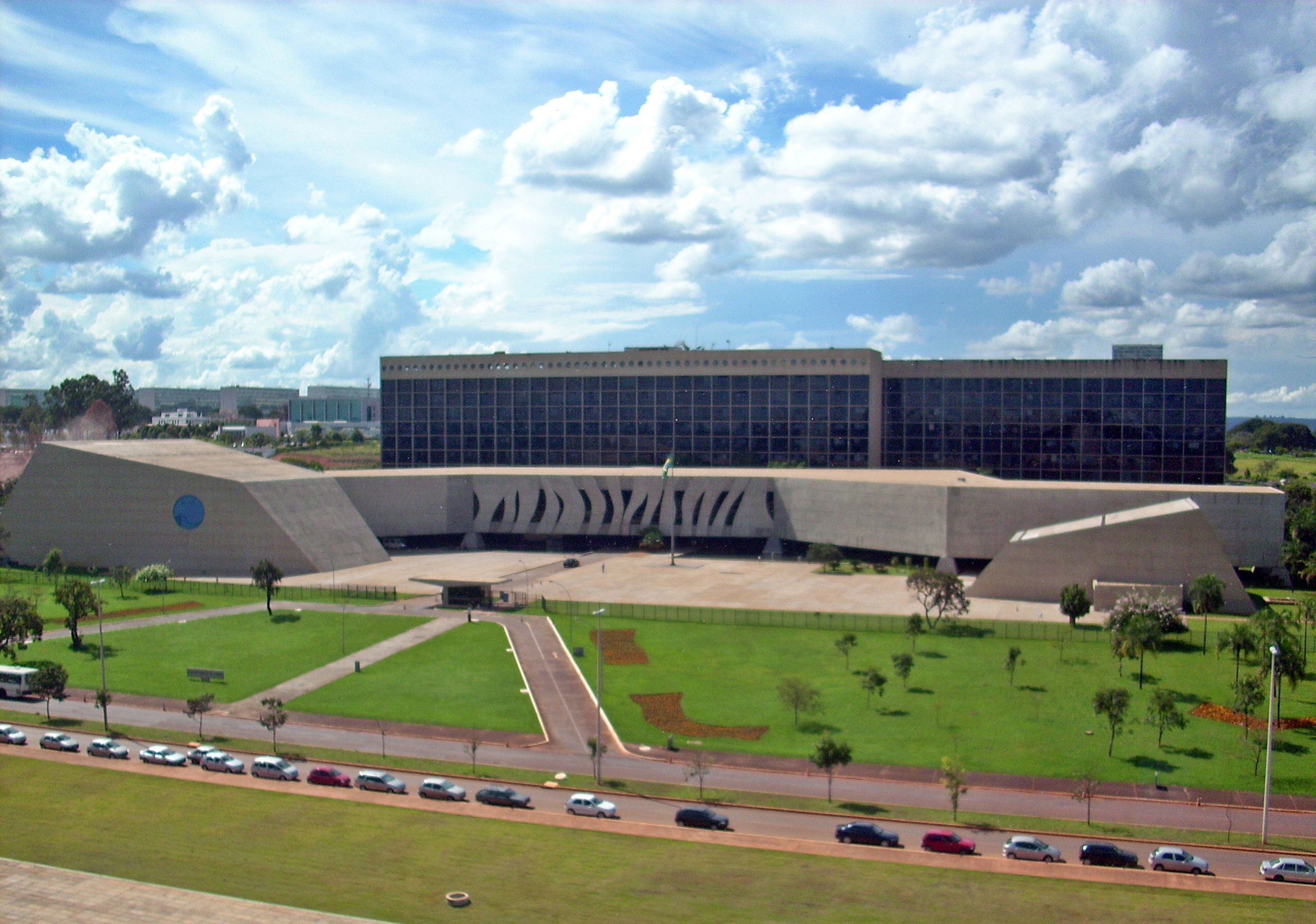
Sede do Superior Tribunal de Justiça (STJ) em Brasília.

O casal tentou se casar civilmente antes do Supremo Tribunal Federal reconhecer as uniões entre pessoas do mesmo sexo. Elas tentaram se casar num cartório e, diante da recusa, resolveram recorrer à Justiça. O Tribunal de Justiça do Rio Grande do Sul (TJ-RS), no entanto, refutou a ação, o que levou o casal a recorrer ao Superior Tribunal de Justiça.
Primeiro a votar, o relator do caso, Luís Felipe Salomão, defendeu que "sendo múltiplos os arranjos familiares reconhecidos pela Carta Magna, tal opção não poderá ser negada a nenhuma família". Na visão dele, "as famílias constituídas por pares homoafetivos detêm os mesmos princípios daquelas constituídas por casais heteroafetivos, que são a dignidade das pessoas e o afeto". Defendeu ainda que o veto ao casamento civil entre pessoas do mesmo sexo representa uma afronta aos princípios constitucionais da igualdade, da não discriminação, da dignidade da pessoa humana e os do pluralismo e livre planejamento familiar. Segundo o Ministro-Relator, a concepção constitucional do casamento - diferentemente do que ocorria com os diplomas superados  -, deve ser necessariamente plural, porque plurais também são as famílias e, ademais, não é ele, o casamento, o destinatário final da proteção do Estado, mas apenas o intermediário de um propósito maior, que é a proteção da pessoa humana em sua inalienável dignidade. A fundamentação do casamento hoje não pode simplesmente emergir de  seu traço histórico, mas deve ser extraída de sua função constitucional instrumentalizadora da dignidade da pessoa humana.
Por isso não se pode examinar o casamento de hoje como exatamente o mesmo de dois séculos passados, cuja união entre Estado e Igreja engendrou um casamento civil sacramental, de núcleo essencial fincado na procriação, na indissolubilidade e na heterossexualidade. Assim, "se casamento fosse o mesmo atualmente, como o foi nos últimos dois mil anos, seria possível casar-se aos doze anos de idade, com uma pessoa desconhecida, por via de um casamento "arranjado"; o marido ainda poderia vislumbrar a própria esposa como propriedade e dispor dela à vontade; ou uma pessoa poderia ser condenada à prisão por ter se casado com uma pessoa de raça diferente. E, obviamente, seria impossível obter um divórcio, apenas para citar alguns exemplos.
Afirmou ainda no julgamento que, se é verdade que o casamento civil é a forma pela qual o Estado melhor protege a família, e sendo múltiplos os "arranjos" familiares reconhecidos pela Carta Magna, não há de ser negada essa via a nenhuma família que por ela optar, independentemente de orientação sexual dos partícipes, uma vez que as famílias constituídas por pares homoafetivos possuem os mesmos núcleos axiológicos daquelas constituídas por casais heteroafetivos, quais sejam, a dignidade das pessoas de seus membros e o afeto. Em seu voto, a ministra Isabel Gallotti lembrou que a lei encoraja a conversão de uma união estável num casamento pleno e defendeu que o mesmo direito seja estendido aos casais homossexuais. Isto deveria se tornar possível, para ela, devido ao fato de que o STF reconheceu a união estável entre pessoas do mesmo sexo no início de 2011.
Antônio Carlos Ferreira acompanhou os votos de Salomão e Gallotti antes de Marco Buzzi pedir vistas para que pudesse analisar melhor a ação, o que paralisou o julgamento. No dia 25 de outubro de 2011, o julgamento foi concluído, com o voto-vista do ministro Buzzi, acompanhando o relator, e o ministro Raul Araújo divergiu; o Tribunal deu provimento ao recurso especial para afastar o óbice relativo à diversidade de sexos e para determinar o prosseguimento do processo de habilitação de casamento, salvo se por outro motivo as recorrentes estiverem impedidas de contrair matrimônio. Essa decisão do Superior Tribunal de Justiça foi citada como precedente nos atos normativos e decisões judiciais que legalizaram o casamento entre pessoas do mesmo sexo no Brasil.

### Conversão da união estável em casamento e Resolução do Conselho Nacional de Justiça

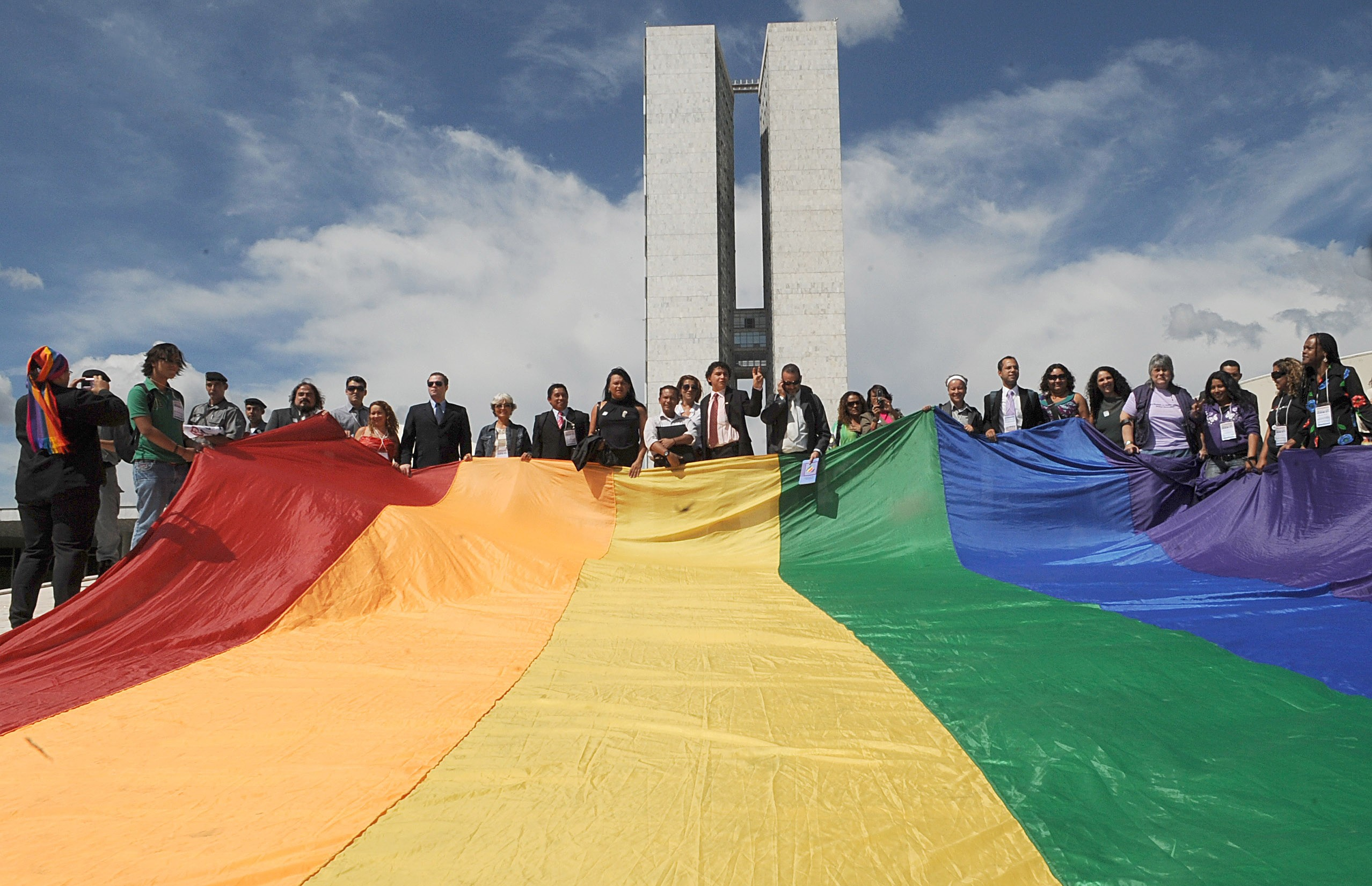
Protesto pelos direitos dos homossexuais em frente ao Congresso Nacional do Brasil, em Brasília.

Casamento entre duas pessoas do mesmo sexo no Brasil antes da Resolução n° 175/2013 do Conselho Nacional de Justiça

A Constituição brasileira de 1988, dispõe em seu artigo 226, §3°: "Para efeito da proteção do Estado, é reconhecida a união estável [...] como entidade familiar, devendo a lei facilitar sua conversão em casamento." Desse modo, a partir do reconhecimento da união estável de pessoas do mesmo sexo pelo Supremo Tribunal Federal, casais do mesmo sexo passaram a ter implicitamente o direito ao casamento por intermédio do instituto da conversão da união estável.
O primeiro casamento entre duas pessoas do sexo masculino no Brasil (por intermédio do instituto da conversão de união estável em casamento) foi realizado no município de Jacareí, no interior do estado de São Paulo, em 28 de junho de 2011. No mesmo dia, em Brasília, a juíza Junia de Souza Antunes, da 4ª Vara de Família converteu em casamento a união estável entre duas mulheres. Até 16 de maio de 2013, vários juízes e tribunais seguiram esse entendimento.
Em 14 de maio de 2013, o plenário do Conselho Nacional de Justiça, na 169ª Sessão Ordinária, aprovou um projeto de Resolução de autoria do então Presidente Joaquim Barbosa, que na prática legalizou o casamento entre duas pessoas do mesmo sexo em todo o Brasil, seja pelo processo de habilitação direta, seja por intermédio da conversão da união estável. A decisão foi publicada em 15 de maio e entrou em vigor em 16 de maio de 2013.
O ato normativo do Conselho Nacional de Justiça, em seu artigo 1° estabeleceu que: "É vedada às autoridades competentes a recusa de habilitação, celebração de casamento civil ou de conversão de união estável em casamento entre pessoas de mesmo sexo.", e em seu artigo 2°: "A recusa prevista no artigo 1º implicará a imediata comunicação ao respectivo juiz corregedor para as providências cabíveis.". Portanto, cartórios, juízes e tribunais passaram a serem obrigados a realizarem casamentos homoafetivos nos mesmos termos previstos na Lei dos Registros Públicos e no Código Civil.
Entretanto, foram registradas certas resistências, a saber: um promotor de Florianópolis que, antes de ser afastado em setembro de 2020, impugnava casamentos homoafetivos porque acreditava que o Código Civil e a Constituição não permitem esses tipos de casamentos; posteriormente, em 20 de dezembro de 2022, entrou em vigor Resolução do Conselho Nacional do Ministério Público que impede os membros do Ministério Público de se manifestarem contrariamente à habilitação, à celebração de casamento civil ou à conversão de união estável em casamento entre pessoas de mesmo sexo unicamente por essa condição, certos chefes de cerimônia que diziam a expressão "vos declaro marido e mulher" quando realizavam casamentos de dois homens ou de duas mulheres e algumas certidões de casamento lavradas sem a flexão de gênero correspondente ao sexo das pessoas do casal.
Além disso, houve propostas de decretos legislativos no Congresso Nacional para suspender a Resolução, todas sem sucesso, e há uma ação direta de inconstitucionalidade do Partido Social Cristão (PSC) no Supremo Tribunal Federal pendente de julgamento, alegando violação do devido processo legislativo e usurpação de competência privativa do Poder Legislativo. Considerando a atual composição do Tribunal e decisões tomadas anteriormente, há uma forte tendência do STF de reafirmar o direito constitucional ao casamento para casais homoafetivos e rejeite qualquer tentativa da Presidência da República, do Congresso Nacional ou do Judiciário de restringir esse direito.
Em outubro de 2023, uma comissão da câmara dos deputados, com o Pastor Eurico da Silva como relator, alterou o texto de propostas anteriores para tentar proibir o casamento igualitário. A votação foi adiada, e o religioso, em março de 2024, passou a presidir a Comissão de Previdência, Assistência Social, Infância, Adolescência e Família na Câmara dos Deputados. Em agosto do mesmo ano ele chegou a argumentar que o casamento homoafetivo não é previsto pela Constituição, afirmando que seria necessário uma PEC para aprová-lo.
No dia 13 de novembro de 2024, a Comissão de Direitos Humanos da Câmara aprovou um projeto de lei que assegura o casamento homoafetivo. O texto era de autoria do ex-deputado Clodovil Hernandes, de 2011, e teve relatoria da deputada Erika Hilton.

## Por Estado
POR DATA DE EDIÇÃO DO ATO NORMATIVO
- Alagoas: 6 de dezembro de 2011[61]
- Sergipe: 5 de julho de 2012[62]
- Espírito Santo: 15 de agosto de 2012[63]
- Bahia: 10 de outubro de 2012[64]
- Piauí: 14 de dezembro de 2012[65]
- São Paulo: 14 de dezembro de 2012[66]
- Ceará: 6 de março de 2013[67]
- Mato Grosso do Sul: 25 de março de 2013[68]
- Paraná: 26 de março de 2013[69]
- Rondônia: 25 de abril de 2013[70]
- Paraíba: 26 de abril de 2013[71]
- Santa Catarina: 29 de abril de 2013[72]
- Mato Grosso: 13 de maio de 2013[73]